# PIED PIPER (THE RiCECOOKERSのアルバム)
『PIED PIPER』（パイド パイパー）は、アメリカ合衆国の日本人ロックバンド、THE RiCECOOKERSのミニアルバム。2012年9月5日にAnchor Recordsから発売。
前作「Showtime」以来の約半年ぶりのミニアルバム。
TBS系『CDTV』2012年8月度エンディングテーマの「hero」を含む全6曲が収録されている。

## 収録曲
1. para-sight [3:54]
作詞・作曲：Kota Fujii
  - 曲のタイトルが決まらず、仮タイトルのままレコーディングをおこなった。[1]
2. Time Traveler [3:30]
作詞・作曲：Tomomi Hiroishi
  - PVが制作されている楽曲。
  - PVは8月17日に東京・渋谷La.mamaにて行われたライブの来場者が撮影したライブ映像から制作。映像の最後では撮影に協力した人が「Cameraman」としてクレジットされている。
3. hero [3:17]
作詞・作曲：Tomomi Hiroishi
  - PVが制作されている楽曲。
  - TBS系『CDTV』2012年8月度エンディングテーマ
  - 今までの楽曲よりもダイナミックさに焦点を当てるべく、ミックス時にドラムの配置をセンターに持っていっている。[2]
4. 粋彩遊戯 [4:17]
作詞・作曲：Kota Fujii
  - 読み方は「すいさいゆうぎ」。
  - 歌詞が歴史的仮名遣いで書かれている。[3]
5. イカロス [2:58]
作詞・作曲：Kota Fujii
6. 最後のあした [4:49]
作詞・作曲：Kota Fujii

全編曲：THE RiCECOOKERS